# حياة ريجنسي كولكاتا
حياة ريجنسي كولكاتا هو فندق من فئة الخمس نجوم يقع على اتصال "إيه أم" في كلكتا الهند ويبعد الفندق 11 كيلو متر(6.83 ميل) من مطار نيتاجي سوبهاس شاندرا بوس الدوليومحطة سكة حديد "حوراء" وهو على مسافة جيدة عن بقية أجزاء أخرى من المدينة. يمتد الفندق على مساحة 6.5 فدان وهو فندق لرجال الأعمال يُقدم خدمات فاخرة كاملة ويحتوي الفندق على 233 غرفة و 13 جناحا ومطاعم متخصصة و نادٍ صحي مع صالة للألعاب الرياضية والاسكواش وملاعب للتنس وحمام سباحة مُطل على مناظر طبيعية.

## التاريخ
افتتح الفندق في 10 أغسطس 2002م وكان أول فندق من فئة الخمس نجوم في بيدهان نغير (المعروف محليا باسم سولت ليك سيتي) وهي بلدة الأقمار الصناعية المخطط لها في ولاية البنغال الغربية و قد وُضعت بيدهان نغير بين عامي 1958 و1965م لاستيعاب تزايد عدد السكان من كولكاتا عاصمة الولاية.
و شيد الفندق في العاصمة تجاوز الشرقية وهو الطريق الرئيسي على الجانب الشرقي من كولكاتا الذي يربط سولت ليك في شمال شرق البلاد بالأجزاء الجنوبية من كولكاتا و قد صُمم الطريق لتجاوز الجانب الشرقي من كولكاتا لتخفيف الازدحام المروري الدائم في المنطقة.

## المرافق
فندق حياة ريجنسي كولكاتا يحتوي على 233 غرفة وجناحاً وتشمل المطاعم المتخصصة "غوشي لا كوتشينا" و"24 ساعة" و"مقهى ترسايد"، ويضم الفندق أيضاً منتجعاً صحياً يسمى "نادي برانا".

## الجوائز والتقدير
- جائزة تايمز أوف إنديا المأكولات و سهرات - كلكتا 2012م.
- دي كينغ فيشر إكسبلو العظمى الدليل الغذائي - كلكتا 2012م.
- جائزة تلغراف الدليل الغذائي 2012م.
- شهادة لموقع تريب ادوازر على جائزة التميز 2012م.